# Кодавци
Кодавци (ಕೂಡವ) су дравидски народ из региона Кодагу (државе Карнатаке у јужној Индији), који изворно говори кодавским језиком. Кодавци су били земљораднички народ, које практикује породичну егзогамију и кастинску ендогамију.

## Порекло
Речи Кодава (назив народа, језика и културе) и Кодагу (назив земље) потичу од исте коренске речи непознатог значења Кода. Неки тврде да она значи „брда”, други кажу да значи „запад”, али оба значења се односе на локацију Западних Гата (пут до свете реке). Кодагу се на кодавском језику назива Кодаву Наад. Британци су Кодавце називали Курги (енгл. Coorgs), а остали староседеоци су их звали Кодава. Они се по свом пореклу и култури значајно разликују од суседних народа. Према староседелачкој теорији, Кодавци су староседеоци Кодага који су се бавили пољопривредом. Отуда су били древни ратнички народ који се цивилизовао током векова.

## Култура

### Одећа
Кодавци имају препознатљиву народну ношњу. Мушкарци носе широку одећу која се обавија око тела, а назива се Купија (сада се само може видети у церемонијалним приликама), а жене традиционално носе сари. Жене носе сари са наборима на леђима, а лабави крај је закачен на десно раме. Мушкарци имају много препознатљивих обичаја, као што су ношење церемонијалних ножева и борилачки ратни плесови.

### Кухиња
Кувани пиринач (кулу) и „цицвара од пиринча” (канџе) представљају главну храну Кодаваца. Кокосови ораси, бадеми, манго и друго воће и поврће били су широко коришћени. Топљену маст су користиле богате породице, а коришћена је и у празничним приликама. Јела од пиринча као што су Канџи или Кулу служена су уз кари и друга додатна јела. Алкохолна пића, по правилу, нису забрањена. Свињетина, пилетина, речна риба, као и месо разних врста дивљачи је употребљавано у исхрани. Слатка јела припремљена су током празничних догађаја.

### Брак
Забрањена су венчања девојака и младића који су из исте оке. Међутим, прихваћен је брак рођака, у случају када је један од родитеља једног супружника у сродству са једним од родитеља другог супружника, али само када су родитељи супружника који су у сродству супротног пола (деца брата и деца сестре се могу венчати, али не и деца два брата или деца две сестре). Када се уда, девојка преузима име оке (презиме) свог мужа. За разлику од многих других хиндуских заједница, удовици је и даље дозвољено да учествује у срећним догађајима, као што су венчања њене деце. Она је главна личност која води церемонију венчања, која се традиционално одвија без браманског свештеника. Удовица се може поново удати и ово је уобичајена пракса пошто је у потпуности прихваћена.

## Религија
Кодавци су Хиндуси. Они су политеисти који верују у реинкарнацију, поштују краву и првобитно су обожавали природне елементе и своје претке. Према неким студијама доминантна хиндуистичка култура / историја постепено је избрисала историју и обичаје култура које по својој природи доводе у питање обичаје Хиндуизма. Главна божанства су Парвати, Шива, Бадракали, Субрамани, Аиапа и Мутапа.
Игутапа, најважнији локални бог, је инкарнација господа Субраманија, бога змија, кише, жетве и пиринча. Поштовање различитих духова поред утврђених богова хиндуизма такође је део њихове религије. Постоје многи духови које обожавају у Кодагуу. Кодавци такође обожавају змије.

## Језик
Кодавски језик, зван и кодава так, је посебан језик и има пуно речи позајмљених из језика којима се говори у суседним државама, али и из језика Канада којим се говори у Карнатаки.
Кодавски астролози су на листовима палме записивали породичне историје, ритуале и друге записе. Ови древни листови под називом Патоле се и даље чувају. Апача Кави и Надикерианда Чинапа су два важна песника и писца кодавског језика. Патоле Паламе, збирка кодавских народних песама и обичаја први пут је објављена 1924. године, а написао тј. сакупио је Надикерианда Чинапа. Најважнија литература Кодаваца, за коју се каже да је једна од најранијих, ако не најранија, збирка народних песама на неком од индијских језика.